# Libertas Brindisi 1964-1965
La Libertas Brindisi 1964-1965, prende parte al campionato italiano di Serie A, girone D a 9 squadre (la Fulgor Puteoli Pozzuoli si ritirò dal campionato). Chiude la stagione regolare al secondo posto con 12V e 4P, 956 punti segnati e 815 subiti.

## Storia
I fratelli Giuri si separano, Enzo è di leva e andrà a giocare nelle Forze Armate di Roma com'era consuetudine all'epoca. Dalla Folgore Brindisi arriva Teodoro Arigliano mentre Lillo Primaverili passerà al Basket Brindisi. 
Il giovane talento Augusto D'Amico andrà a giocare nella Levissima Cantù, intanto le altre leve giovanili, Cosimo Marra, Brunetto Cocciolo e Giuseppe Galluccio entreranno stabilmente in prima squadra. Calderari è il leader stagionale nei punti realizzati con 374 p. in 16 partite, con un "high" di 43 p. che sarà il suo record di carriera, nonché record assoluto di franchigia. A livello giovanile, gli juniores (U19) della Libertas disputeranno a Brindisi le finali nazionali arrivando terzi assoluti dietro Varese e Treviso.

## Roster
| Libertas Brindisi 1964/1965 | Libertas Brindisi 1964/1965 |
| Giocatori                   | Staff tecnico               |
| --------------------------- | --------------------------- |

| N. | Naz.              | Ruolo | Nome                | Anno | Alt.   | Peso |  |
| -- | ----------------- | ----- | ------------------- | ---- | ------ | ---- |  |
| 4  | Italia (bandiera) | G     | Cosimo Marra        | 1946 |        |      |  |
| 7  | Italia (bandiera) | A     | Giuseppe Giuri      | 1942 |        |      |  |
| 9  | Italia (bandiera) | G     | Claudio Calderari   | 1944 | 182 cm |      |  |
| 10 | Italia (bandiera) | G     | Antonio Guadalupi   |      |        |      |  |
| 11 | Italia (bandiera) | G     | Franco Musci        |      |        |      |  |
| 12 | Italia (bandiera) | C     | Vittorio Sangiorgio | 1941 | 195 cm |      |  |
| 13 | Italia (bandiera) | A     | Giuseppe Galluccio  | 1946 |        |      |  |
|    | Italia (bandiera) | G     | Gianvito Monaco     | 1946 |        |      |  |
|    | Italia (bandiera) | A     | Teodoro Arigliano   | 1948 | 191 cm |      |  |
|    | Italia (bandiera) | A     | Teodoro Arigliano   | 1948 | 191 cm |      |  |
|    | Italia (bandiera) | A     | Teodoro Arigliano   | 1948 | 191 cm |      |  |
| 6  | Italia (bandiera) | P     | Brunetto Cocciolo   | 1948 | 182 cm |      |  |
|    | Italia (bandiera) | A     | Giancarlo Felline   | 1947 | 187 cm |      |  |

| Allenatore             |
| - Elio Pentassuglia    |
| Assistente/i           |
| Legenda - (C) Capitano |

## Risultati
| Arbitri: | Pignotti (Porto San Giorgio) Romagnoli (Porto San Giorgio) |

|                                    |       |                                |
| Musci 14, Calderari 14, Giuri G. 8 | Punti | Gnocchi 18, Staffa 11, Grega 9 |

| Arbitri: | Picone (Avellino) Pluchino (Ragusa) |

|          |       |                        |
| Farina 6 | Punti | Calderari 16, Musci 10 |

| Arbitri: | Zito (Matera) Nicoletti (Matera) |

|                                      |       |                  |
| Galluccio 21, Calderari 20, Giuri 11 | Punti | D'Anna 11, Monda |

| Arbitri: | D'Argento (Avellino) Micali (Reggio Calabria) |

|                               |       |                                      |
| Cintioli 21, Longo 12, Riva 9 | Punti | Calderari 27, Giuri 11, Sangiorgio 9 |

| Arbitri: | Castaldi (Colleferro) Ravaioli (Colleferro) |

|                                      |       |              |
| Calderari 43, Giuri 11, Arigliano 11 | Punti | Guarnotta 19 |

| Arbitri: | Monese (Formia) Totaro (Palermo) |

|                                  |       |                                       |
| Abate 12, Angosi 11, Paoletti 10 | Punti | Calderari 19, Giuri 14, Sangiorgio 10 |

| Arbitri: | Picone (Avellino) Colasanti (Avellino) |

|                        |       |                                 |
| Calderari 40, Giuri 15 | Punti | Lomoro 23, Isola 11, Palumbo 10 |

| Ragusa 17 gennaio 1965 8ª giornata                                                              | Virtus Ragusa | 48 – 58 (28-25)                           | Libertas Brindisi |  |
| \| \| \| \| \| Cumino 17 Campanilla 11 \| Punti \| Calderari 20, Guadalupi 12, Sangiorgio 12 \| |               |                                           |                   |  |
|                                                                                                 |               |                                           |                   |  |
| Cumino 17 Campanilla 11                                                                         | Punti         | Calderari 20, Guadalupi 12, Sangiorgio 12 |                   |  |

| Arbitri: | Degli Esposti (Bologna) Bettazzi (Bologna) |

|                                  |       |                                         |
| Gnocchi 26, V.Giuri 10, Staffa 8 | Punti | Calderari 16, G. Giuri 11, Sangiorgio 9 |

| Arbitri: | Romagnoli (Porto San Giorgio) Giammarini (Porto San Giorgio) |

|                            |       |         |
| Calderari 34, Galluccio 21 | Punti | Greco 8 |

| Arbitri: | Mollura (Messina) Pluchino (Ragusa) |

|                                 |       |                                     |
| Boschi 12, De Masi 11, Monda 11 | Punti | Calderari 17, Musci 11, Galluccio 8 |

| Arbitri: | Zuccaro (Pescara) Pignotti (Porto San Giorgio) |

|                                    |       |                       |
| Giuri 14, Monaco 12, Sangiorgio 12 | Punti | Longo 28, Centrioli 8 |

| Arbitri: | Colasanti (Avellino) Melitti (Avellino) |

|                                       |       |                                  |
| Aliotta 19, Guarnotta 18, Gallitto 14 | Punti | Calderari 28, Musci 18, Monaco 9 |

| Arbitri: | Degli Esposti (Bologna) Serrazanetti (Bologna) |

|                                      |       |                                  |
| Calderari 25, Musci 14, Sangiorgio 8 | Punti | Angori 16, Abbate 14 Paoletti 11 |

| Arbitri: | Cardullo (Messina) Bonaccorsi (Messina) |

|                         |       |                                     |
| Lomoro 23, Bortignon 21 | Punti | Calderari 19, Galluccio 12, Musci 9 |

| Arbitri: | Ugatti (Salerno) Amore (Salerno) |

|                                         |       |                                         |
| Calderari 25, Galluccio 15, Arigliano 8 | Punti | Cintiolo R. 24, Scala 12, Cintiolo S. 9 |

## Fonti
La Gazzetta del Mezzogiorno edizione 1964-65